# Campeonato Gaúcho de Futebol de 1980 - Série A
O Campeonato Gaúcho de Futebol de 1980, foi a 60ª edição da competição no Estado do Rio Grande do Sul. A disputa teve início em 26 de junho e o término em 23 de novembro de 1980. Os 16 clubes jogaram em turno e returno, foram rebaixados seis para a segunda divisão. O campeonato foi decidido em um hexagonal. O campeão deste ano foi o Grêmio.

## Participantes
| - Brasil de Pelotas (Pelotas)27ª - Caxias (Caxias do Sul)19ª - Grêmio (Porto Alegre)38ª - Guarany-BA (Bagé)28ª - Inter-SM (Santa Maria) 14ª - Internacional (Porto Alegre)36ª - Juventude (Caxias do Sul)18ª - Novo Hamburgo (Novo Hamburgo)36ª | - São Borja (São Borja)6ª - São Paulo (Rio Grande)10ª - Esportivo (Bento Gonçalves)11ª (Rebaixado) - Farroupilha (Pelotas)21ª (Rebaixado) - Gaúcho (Passo Fundo)16ª (Rebaixado) - Bagé (Bagé) 19ª (Rebaixado) - Lajeadense (Lajeado)4ª (Rebaixado) - Pelotas (Pelotas)27ª (Rebaixado) |

## Hexagonal
- Classificação

1º Grêmio 18 pg
2º Internacional 17 pg
3º Inter/SM 08 pg
4º Novo Hamburgo 07 pg
5º Juventude 06 pg
6º São Borja 06 pg
PG: Pontos Ganhos
| Campeonato Gaúcho de Futebol 1980             |
| --------------------------------------------- |
| Grêmio Foot-Ball Porto Alegrense (22º título) |

Vice - Campeão:Internacional
Campeão do Interior: Internacional/SM
Classificados Taça de Ouro 1981:Grêmio e Internacional
Classificados Taça de Prata 1981:Internacional/SM, Novo Hamburgo e São Paulo

## Artilheiro
- Baltazar 28 gols (Grêmio)

## Segunda Divisão
Campeão:Armour
2º lugar:São Gabriel

## Terceira Divisão
Campeão:Esporte Clube Igrejinha
2º lugar:GE Pedro Osório